# KFV Hedes
Koninklijke Familiale Voetbalvereniging Heusden-Destelbergen (KFV Hedes), opgericht in 2024, is een Belgische amateurvoetbalclub die speelt in de provinciale competities van Oost-Vlaanderen. De club ontstond uit een fusie tussen KFC Heusden en FC Destelbergen, met als doel het waarborgen en versterken van het jeugdvoetbal in de gemeente. De vereniging is gevestigd in Heusden en Destelbergen, met als stamnummer 02173.

## Geschiedenis

### Fusie
KFV Hedes is het resultaat van een fusie tussen KFC Heusden en FC Destelbergen. Beide clubs besloten in 2024 samen te gaan om jeugdvoetbal in de regio te versterken. De fusie werd gesteund door het lokale gemeentebestuur, dat een samenwerking aanmoedigde om duurzame sportfaciliteiten te creëren en jeugdspelers betere kansen te bieden. Deze fusie biedt een langetermijnvisie waarin jeugdontwikkeling centraal staat, onder begeleiding van ervaren trainers en goede faciliteiten

## Structuur en Organisatie

### Competities en Teams
KFV Hedes neemt deel aan de eerste en derde provinciale reeksen van Oost-Vlaanderen voor het seizoen 2024-2025. De club biedt zowel jeugd- als seniorenteams, en heeft een sterke focus op opleiding voor alle leeftijden. De clubstructuur omvat een bestuur, een seniorenstaf, jeugdtrainers, en vrijwilligers die samen bijdragen aan de dagelijkse werking en organisatie van de vereniging

### Locaties
De club heeft momenteel trainingsvelden en faciliteiten in zowel Heusden als Destelbergen. Vanaf het seizoen 2025-2026 hoopt de club een nieuwe gezamenlijke accommodatie te betrekken in Nederbroek.

## Jeugdopleiding
KFV Hedes richt zich sterk op jeugdontwikkeling, waarbij jonge spelers de kans krijgen om zich lokaal te ontwikkelen onder deskundige begeleiding. De club biedt training aan voor diverse leeftijdsgroepen, van onderbouw tot bovenbouw, en organiseert stages en toernooien. Met behulp van zowel professionele als vrijwillige trainers streeft de club naar kwalitatieve en plezierige trainingen, met aandacht voor techniek, spelinzicht en sportiviteit

## Gemeenschap en Samenwerking
Het gemeentebestuur van Heusden-Destelbergen speelt een ondersteunende rol in de fusie van KFV Hedes. Door deze samenwerking wil de gemeente een duurzame verankering van sportmogelijkheden voor jeugd en senioren garanderen. Het bestuur en de club blijven nauw in gesprek over verdere ontwikkelingen en investeringen in de infrastructuur.